# 巴勃羅·奎瓦斯
巴勃羅·奎瓦斯（西班牙語：Pablo Cuevas，1986年1月1日—），烏拉圭職業網球運動員，2004年轉職業。
他的生涯單打最高排名為23位（2015年2月16日），生涯雙打最高排名為第14（2009年4月20日）。
奎瓦斯在2008年法國網球公開賽他與他的搭擋路易斯·奧爾納合作奪得男子雙打冠軍。

## 外部連結
- 巴勃羅·奎瓦斯（英文/西班牙文）的官方資料
- 巴勃羅·奎瓦斯的國際網球總會 職業／青少年 官方資料（英文）
- 巴勃羅·奎瓦斯的官方資料（英文）